# Biskopsudden

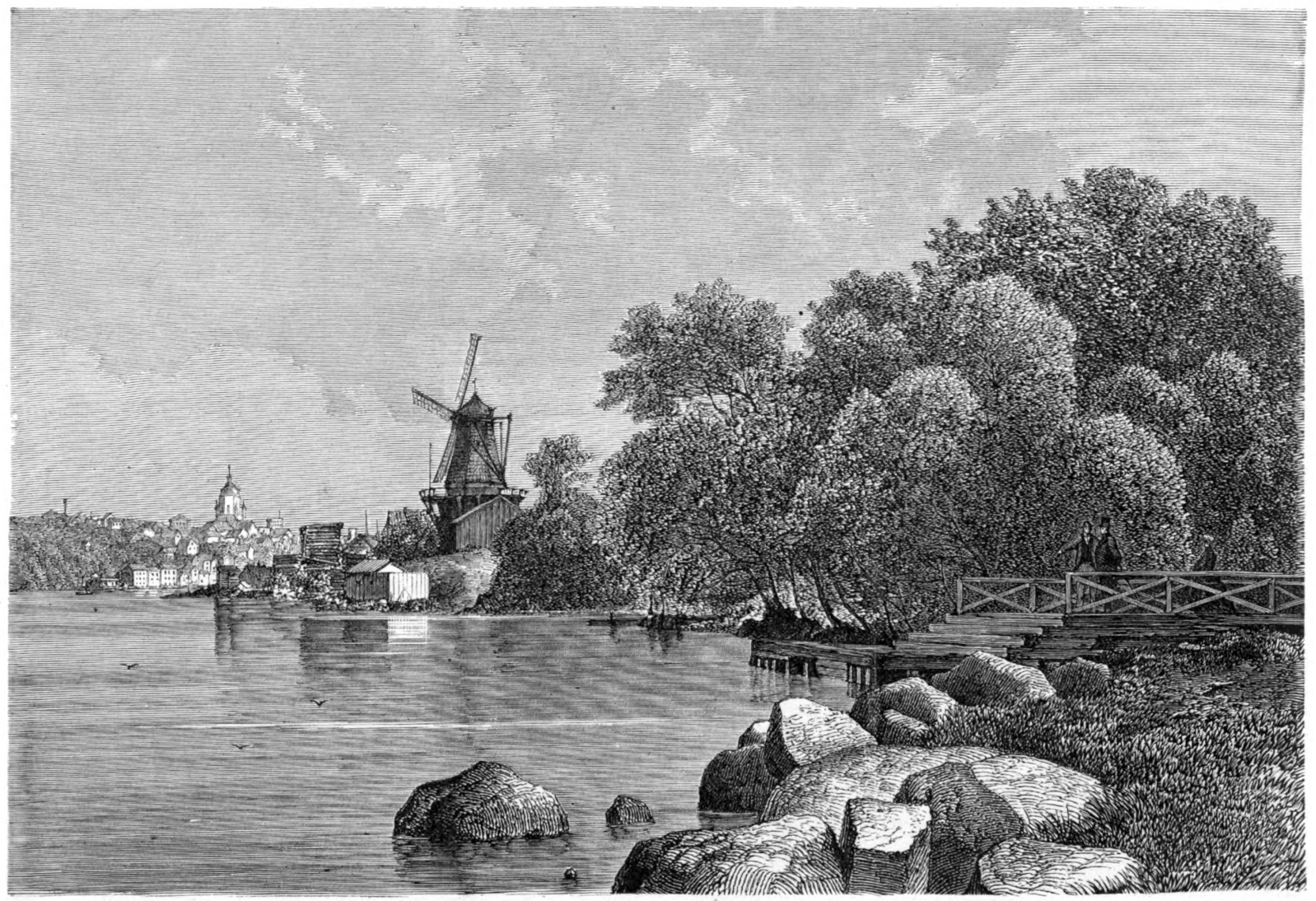
Biskopsudden på 1860-talet. Xylografi.

Biskopsudden är en udde på Södra Djurgården i Stockholm.
Biskopsudden ligger cirka en kilometer öster om Waldemarsudde på Djurgårdens södra strand mot Saltsjön.
Namnet går troligen tillbaka till medeltiden då bland andra ärkebiskopen brukade bo där. På kartan ur "Swenschke Plante Booken 1637" finns redan beteckningen "Biskops...". Mitt i Saltsjön något väster om dagens Biskopsudde fanns en ö med namnet Biskopsholmen, det är nuvarande Beckholmen. Vattennivån var på den tiden mycket högre, på grund av landhöjningen har strandkonturen ändrats en del. På Werner von Rosenfelts karta över Stockholm från 1702 finns Biskopsudden markerat vid dagens Waldemarsudde och vid dagens Biskopsudde låg det Nÿa Thäruhofwet, ett nytt tjärhov. Stockholmskartan  "Plan af Stockholm" från 1805 visar Biskopsuddens "Biskops Udden" nuvarande läge.
År 1759 köpte Isak Kjerrman udden och uppförde "en både prydelig och kostsam Åbyggnad". Egendomen kallades Bergsjölund och övertogs på 1770-talet av generallöjtnant friherre Jacob Magnus Sprengtporten, en av männen bakom Gustav III:s statskupp år 1772. Senare förvärvade grosshandlaren Carl Magnus Fris området ända ner till Listonhill. Han ägde även Waldemarsudde. På Biskopsudden anlade han en stor park, Frisens park. Här hölls Konstindustriutställningen 1909, som var en uppföljning av Stockholmsutställningen 1897.
Till Biskopsudden lokaliserades KSSS (Kungliga Svenska Segel Sällskapet) 1919. Redan från långt håll syns det knallröda fyrskeppet Biskopsudden, som senare blev privatbostad. Marinan köptes från KSSS av bensinföretaget BP år 1953, som hade sjömack och servering där. Den arrenderades av Arthur Wessblad 1964 som startade båtförsäljning och restaurang i marinan och senare tog över arrendet helt från BP. Kaféverksamheten blev först Gittans Taverna 1965, som bytte namn till Skippers Inn 1969. Båtförsäljningen och restaurangverksamheten separerades på 1980-talet och 2004 blev Skippers Inn restaurangen Lisa på Udden. År 2009 brann restaurangen ned. Ägarparet tänkte först bygga upp verksamheten igen, men istället öppnade restaurangen AIRA i nya lokaler på platsen 11 år senare, 2020.
På höjden, bakom marinan, finns en öppen paviljong med vy över Stockholms inlopp.

## Bilder

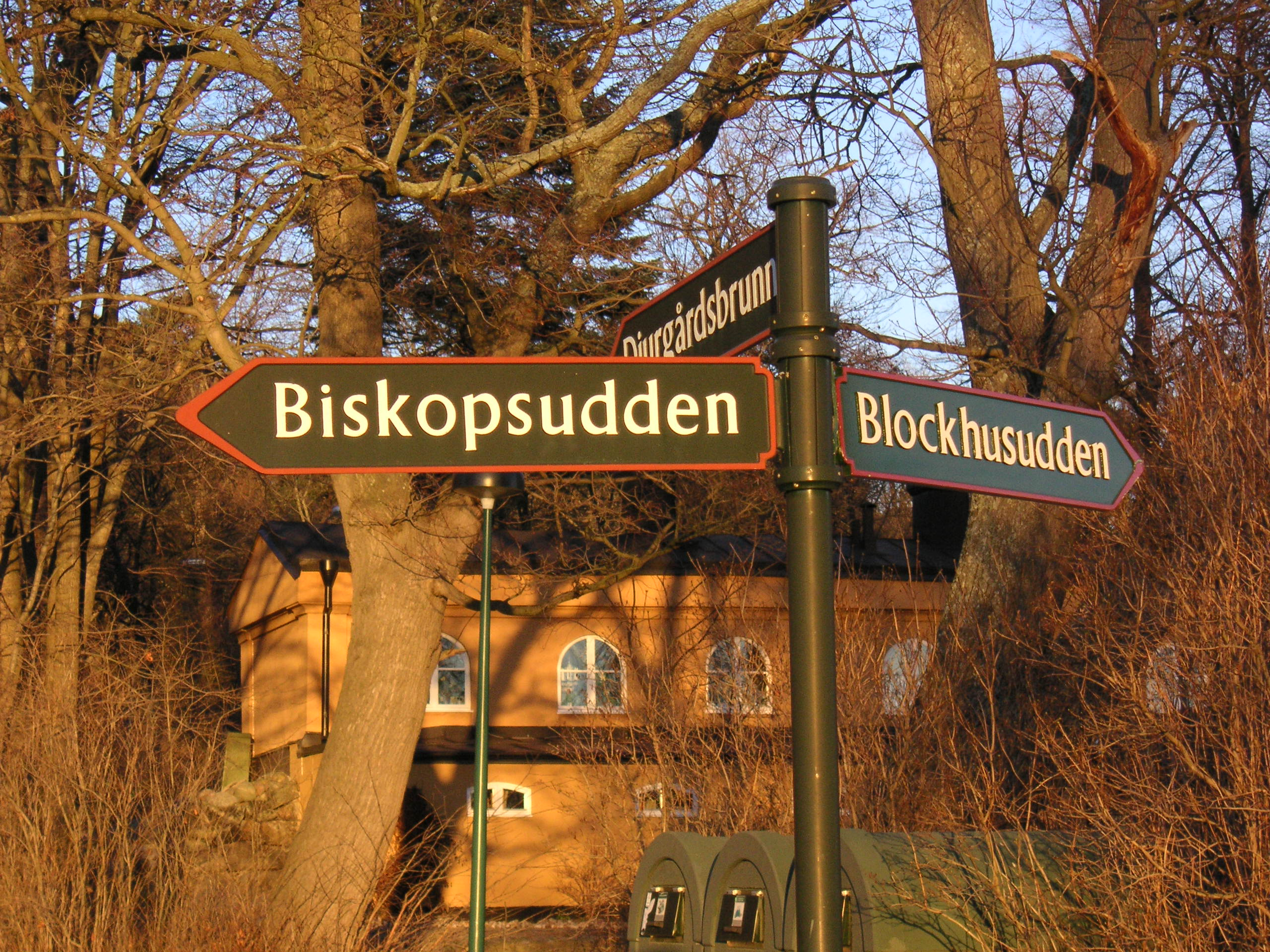
Orienteringsskyltar
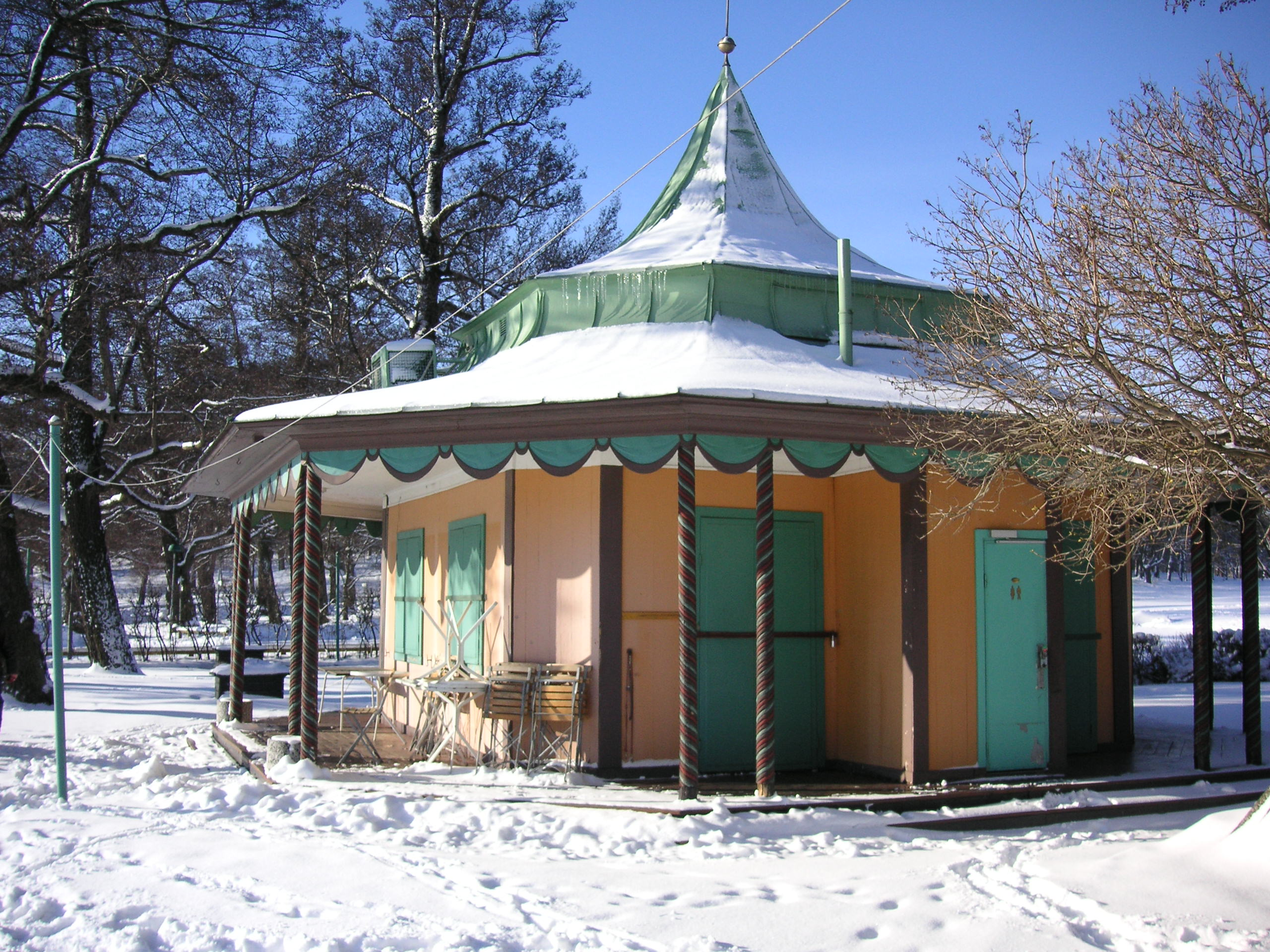
Caféet Ekorren i vintervila
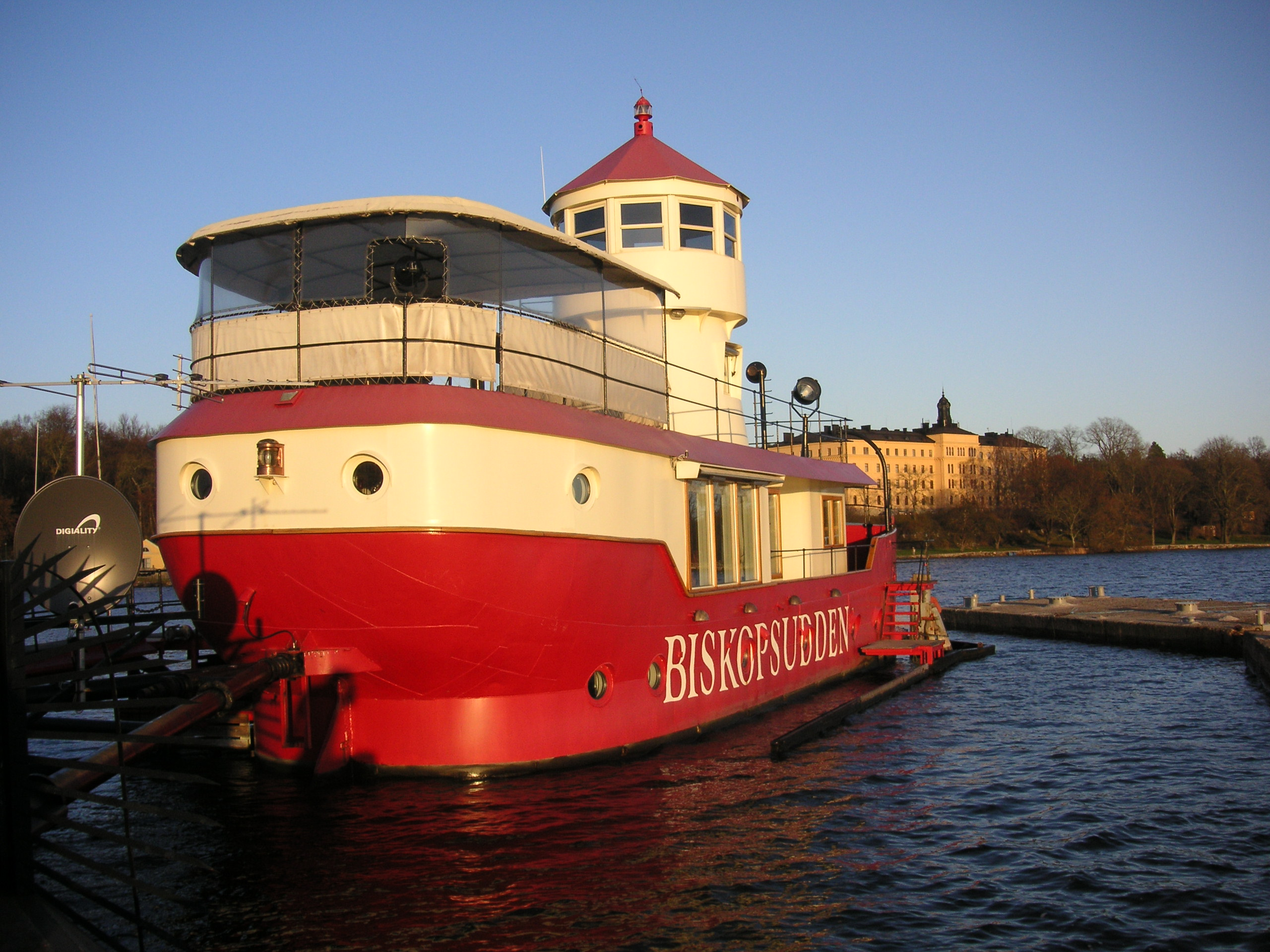
Fyrskeppet "Biskopsudden"
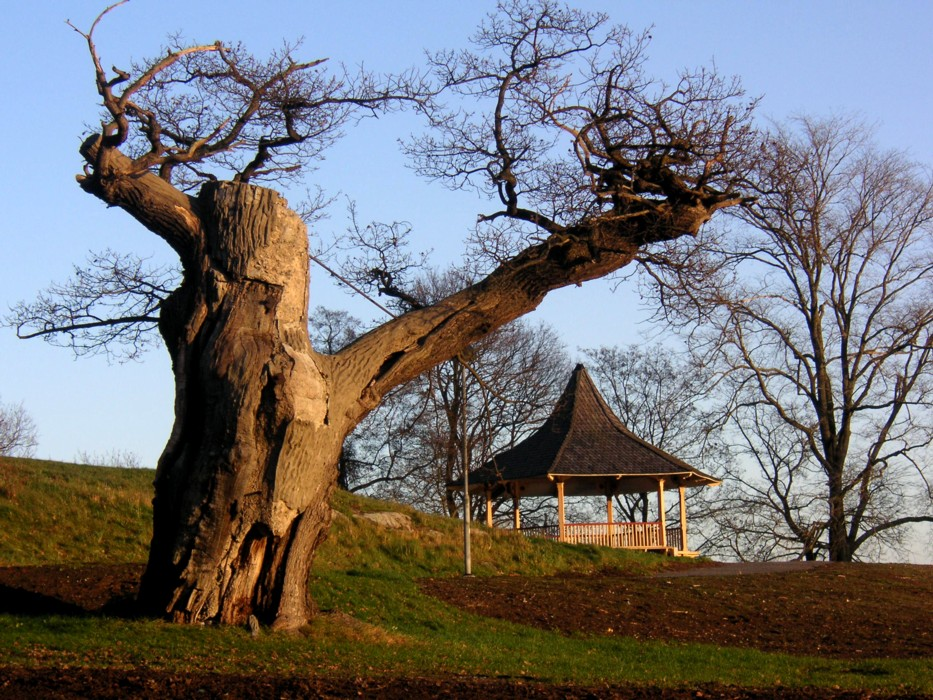
Utsiktspaviljongen
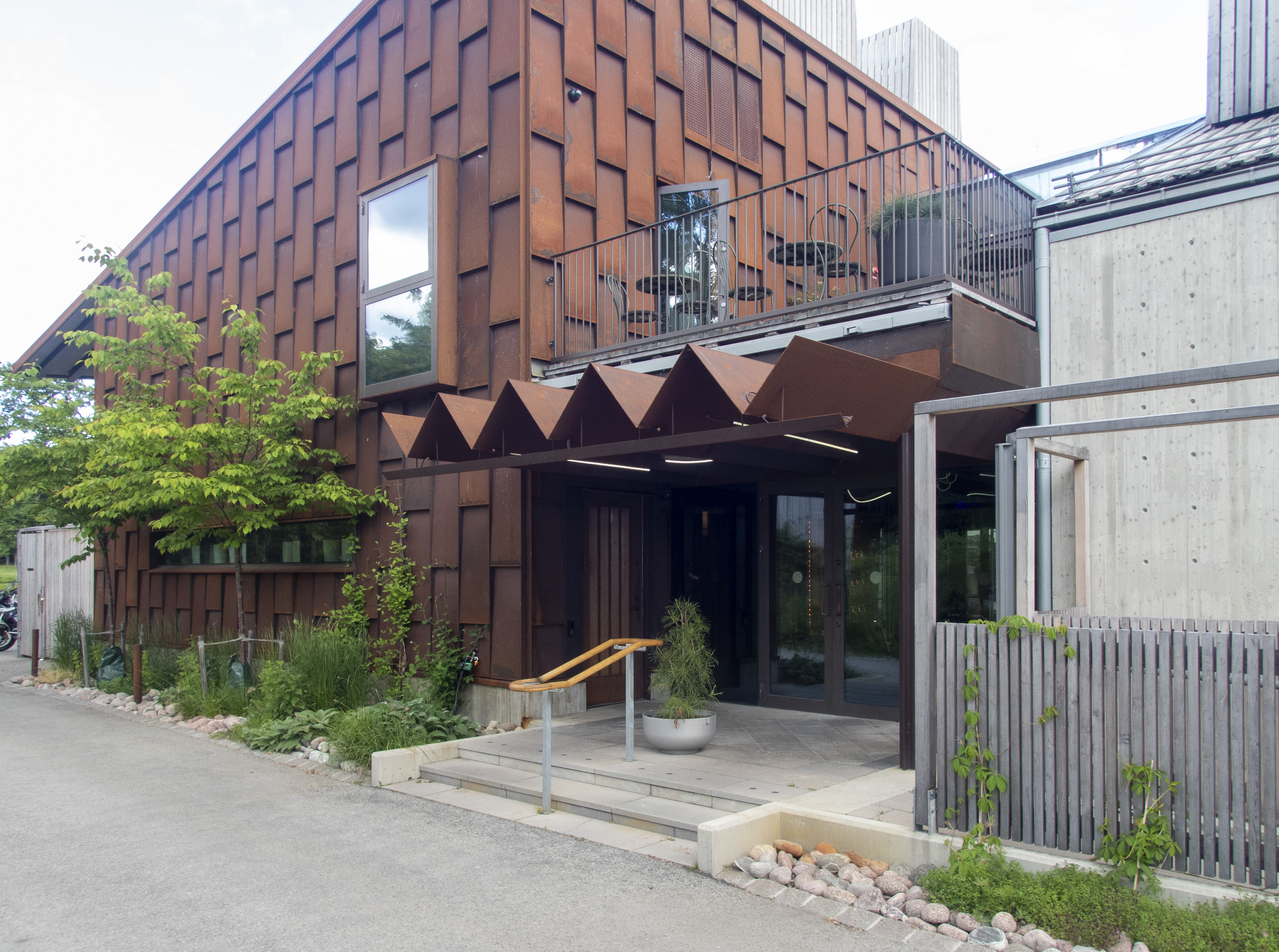
AIRA